# Банкс (остров, Британска Колумбия)

Остров Банкс (на английски: Banks Island) е 6-ият по големина остров край западните брегове на Канада в Тихия океан. Площта му е 990 km2, която му отрежда 49-о място сред островите на Канада. Административно принадлежи към канадската провинция Британска Колумбия. Необитаем.
Островът се намира край северното крайбрежие на Британска Колумбия. На изток протока Принсип го отделя от островите Пит (на 4,4 км) и Макколи (на 2,3 км), а на юг проток широк 4 км го отделя от малкия остров Труч (най-големия от групата о-ви Естебан). На запад е широкия проток Хеката, който го отделя от о-вите Кралица Шарлота (Гуаи Хаанас, официалното название на о-вите от 2010 г.).
Бреговата линия с дължина 288 километра е слабо разчленена. Докато по западното крайбрежие има доста малки заливи, островчета и слали, то източното е почти праволинейно. Островът има издължена форма от северозапад на югоизток с дължина 72 км, а ширината му варира от 9,7 до 18 км.
По-голямата част на острова е хълмиста с максимална височина от 619 м (връх Маунт Грансъл). На острова има множество езера по-големи от които са: Банкс, Уолър, Курейт, Кеша и други.
Климатът е умерен, морски, влажен, предпоставка за пълноводни почти през цялата година къси реки. Голяма част от острова е покрит с гъсти иглолистни гори, които предоставят идеални условия за богат животински свят.
Островът е открит в края на август 1787 г. от британските морски капитани Джеймс Колнет (1753 – 1806) и Чарлз Дънкан, които по време на единадесетседмичния принудителен престой (поради ремонтни дейности по двата кораба) край южния му бряг, извършват топографско заснемане и картиране на целия остров. Двамата единодушно решават да кръстят новооткрития островв чест на сър Джоузеф Банкс (1743 – 1820), участник в първото околосветско плаване (1768 – 1771) на капитан Джеймс Кук, а в периода от 1778 до 1820 г. е президент на Британското кралско научно дружество.
Три години по-късно, през 1792 г. испанският мореплавател Джасинто Кааманьо извършно ново детайлно картиране на бреговете на острова.
|  | Тази страница частично или изцяло представлява превод на страницата „Банкс (остров, Британская Колумбия)“ в Уикипедия на руски. Оригиналният текст, както и този превод, са защитени от Лиценза „Криейтив Комънс – Признание – Споделяне на споделеното“, а за съдържание, създадено преди юни 2009 година – от Лиценза за свободна документация на ГНУ. Прегледайте историята на редакциите на оригиналната страница, както и на преводната страница, за да видите списъка на съавторите. ВАЖНО: Този шаблон се отнася единствено до авторските права върху съдържанието на статията. Добавянето му не отменя изискването да се посочват конкретни източници на твърденията, които да бъдат благонадеждни. |